# Antenne Bad Kreuznach
 (décembre 2019).
Antenne Bad Kreuznach est une station de radio locale privée implantée à Bad Kreuznach, en Rhénanie-Palatinat.
Antenne Bad Kreuznach fait partie du groupe de radios locales The Radio Group, créée en 2008 par un nouvel appel d'offres pour les fréquences radio du Landeszentrale für Medien und Kommunikation. Le programme radio avec référence régionale et locale est diffusé sur la fréquence VHF de Bad Kreuznach 88,3 MHz à partir de l'émetteur de Bad Kreuznach, qui était auparavant utilisée par Rockland Radio.
À l'occasion des Deutscher Radiopreis en 2012, Antenne Bad Kreuznach remporte la loterie pour faire venir le chanteur britannique Robbie Williams. Williams vient dans les studios d'Antenna Bad Kreuznach le 30 novembre 2012, donne une interview de 20 minutes et joué deux morceaux de musique avec son groupe.

### Source de la traduction
- (de) Cet article est partiellement ou en totalité issu de l’article de Wikipédia en allemand intitulé « Antenne Bad Kreuznach » (voir la liste des auteurs).